# Puente Martín Peña
El histórico Puente Martín Peña, nombre técnico; Puente Núm. 185 sobre el Caño de Martín Peña, es un puente tipo monumental estilo Art Déco  que se encuentra en el kilómetro 8 de la Carretera Núm. 25 (Avenida Ponce de León) sobre el Caño Martín Peña entre Hato Rey y el sub-barrio Martín Peña de Santurce. Fue terminado en 1939 y fue incluido en el Registro Nacional de Lugares Históricos el 27 de agosto de 2008. La estructura actual fue diseñada por el arquitecto Luis Francisco Piña Román y los ingenieros Cecilio Delgado y Francisco Fortuño, y por el contratista-ingeniero Raúl Gayá Benejam.
Este lugar ha estado ocupado por diversos puentes desde 1521. El primer puente de arcos de mampostería levantado allí fue en 1784. La estructura actual es de vigas de acero expuesto con tablero y soportes en hormigón. Tiene fachada y faroles decorativos en hormigón y una barandilla tipo balaustrada. Los pilares de las esquinas están decorados con medallones y relieves por ambos lados.